# 奥塔·希克
奥塔·希克（捷克語：Ota Šik，1919年9月11日—2004年8月22日）是捷克斯洛伐克经济学家，捷克斯洛伐克经济改革委员会主席、副总理、经济部部长，在60年代被誉为“捷克斯洛伐克经济改革之父”。

## 生平
1919年，生于捷克斯洛伐克普里森市。
1932年，加入捷克斯洛伐克共产党。
1936年，参加反法西斯抵抗运动。
1940年，被德军逮捕。
1945年，获释放。
1947年，在布拉格政治社会科学大学学习，并参与《资本论》的翻译工作。
1952年，任捷共中央党校教授。
1958年，为捷共中央候补委员。
1962年，任科学院经济研究所所长、捷共中央委员。
1963年，任经济改革委员会主席和政府副总理。
1968年，兼任经济部部长，8月流亡瑞士。
1970年，瑞士圣加伦大学任经济学教授。
1981年，访问中国。
1989年，回国。
1992年，退休。
2004年，去世。

## 学说

### 锡克模式
一、市场信息应成为计划制定的依据。
二、计划要为市场规定方向，克服市场的盲目性。
三、企业社会所有制。
四、反垄断和加强市场透明度。

## 著作
- 《社会主义的商品经济》（1958年）
- 《经济-利益-政治》（1962年）
- 《社会主义制度下的商品和货币关系问题》（1962年）
- 《社会主义的计划和市场》（1965年）
- 《捷克斯洛伐克的经济改革》（1969年）
- 《民主和社会主义的计划经济和市场经济》（1971年）
- 《第三条道路》（1972年）